# Janet Russell Perkins
Janet Russell Perkins, född 20 mars 1853 i Lafayette, Indiana, USA, död 7 juli 1933 i Hinsdale, Illinois, var en amerikansk botaniker.
Auktorsnamnet Perkins kan användas för Janet Russell Perkins i samband med ett vetenskapligt namn inom botaniken; se Wikipediaartiklar som länkar till auktorsnamnet.